# ヒンドゥー・オウマロウ・イブラヒム
ヒンドゥー・オウマロウ・イブラヒム（英語: Hindou Oumarou Ibrahim、1984年 - ）は、チャドの環境活動家であり地理学者。彼女は、Peul Women and Autochthonous Peoples of Chad（AFPAT）のコーディネーターであり、COP21、 COP22、COP23で世界先住民イニシアチブのパビリオンの共同ディレクターを務めた。

## 活動とアドボカシー
イブラヒムは、チャドのムボロロという先住民の人々のために活動している環境活動家である 。彼女はチャドの首都ンジャメナで教育を受けながら、伝統的な、牛を放牧し世話をしている遊牧民の先住民のムボロロの人々と休暇を過ごした。教育の過程で、彼女は先住民族の女性として差別がされる方法と、ムボロロのカウンターパートが受けた教育の機会から除外されている方法に気づいた。そこで1999年に、彼女はムボロロのコミュニティの少女と女性の権利を促進し、環境保護におけるリーダーシップと擁護を推進することに焦点を当てたコミュニティ組織である先住民族女性とチャドの人々の協会（AFPAT）を設立した。この組織は、2005年以来、気候、持続可能な開発、生物多様性、および環境保護に関する国際交渉に参加している 。